# Чень Хайвей
Чень Хайвей (кит.: 陈海威; нар. 30 грудня 1994 року, Цюаньчжоу, Фуцзянь, Китай) — китайський фехтувальник на рапірах, чемпіон Азії, призер чемпіонатів світу, Азії та Азійських ігор.

## Виступи на Олімпіадах
| Олімпіада           | Дисципліна           | Місце |
| ------------------- | -------------------- | ----- |
| Ріо-де-Жанейро 2016 | індивідуальна рапіра | 7     |
| Ріо-де-Жанейро 2016 | командна рапіра      | 5     |
| Париж 2024          | індивідуальна рапіра | 22    |
| Париж 2024          | командна рапіра      | 5     |